# André Tardieu
André Pierre Gabriel Amédée Tardieu (22 de septiembre de 1876-15 de septiembre de 1945) fue Primer ministro de Francia tres veces (3 de noviembre de 1929-17 de febrero de 1930; 2 de marzo-4 de diciembre de 1930; 20 de febrero-10 de mayo de 1932) y una figura destacada en la política francesa entre 1929 y 1932. Conservador moderado e ilustre intelectual, demostró ser un primer ministro débil que tuvo que enfrentarse al comienzo de la Gran Depresión.

## Biografía
Tardieu se graduó en el elitista Lycée Condorcet. Más tarde, lo aceptaron en la prestigiosa escuela École Normale Supérieure pero, en lugar de continuar en ella sus estudios, ingresó en el servicio diplomático. Posteriormente, dejó este y se hizo famoso como redactor de la sección internacional del periódico Le Temps. Fue además fundador del periódico conservador L'Echo National, asociándose con Georges Mandel.
En 1914 fue elegido diputado al Parlamento por el departamento de Seine-et-Oise, como candidato de la formación de centroderecha Alianza Democrática Republicana (Alliance Démocratique, AD). Mantuvo este puesto hasta 1924. De 1926 a 1936, representó al departamento del Territoire de Belfort.
Cuando la Primera Guerra Mundial estalló, se alistó en el Ejército y sirvió en el arma de infantería hasta 1916. Después regresó de nuevo a la política. Sirvió como ayudante de Georges Clemenceau en 1919 durante el Tratado de Paz de París y como comisario para la cooperación bélica franco-americana. El 8 de noviembre de 1919 pasó a ser ministro de las Regiones Liberadas, encargado de administrar Alsacia y Lorena; sirvió a Clemenceau hasta al derrota de este en 1920. En 1926, Tardieu regresó al gobierno como Ministerio de Transportes en el gabinete de Raymond Poincaré. En 1928, pasó al Ministerio del Interior en el Gobierno del sucesor de Poincaré, Aristide Briand.
En noviembre de 1929 Tardieu sucedió a Briand como presidente del Gobierno, aunque conservó la cartera de Interior.
Aunque generalmente se le considera un conservador, cuando fue nombrado presidente introdujo un programa social que incluía obras públicas, seguridad social y escolarización en secundaria gratuita; apoyó además la implantación de las técnicas modernas en la industria.  El 11 de marzo de 1932, aprobó una ley de ayudas a las familias trabajadoras que contasen al menos con dos vástagos.
Perdió los dos cargos —la Presidencia del Gobierno y el Ministerio del Interior— durante diez días (en febrero y marzo de 1930), cuando le sustituyó el Radical Camille Chautemps); los retomó luego hasta diciembre de ese año. Posteriormente, fue ministro de Agricultura en 1931, ministro de Guerra en 1932, y de nuevo presidente del Gobierno —al tiempo que fungía como ministro de Asuntos Exteriores— desde el 20 de febrero al 3 de junio de 1932,  hasta que la AD y sus aliados resultaron derrotados en las elecciones de mayo.
Al ostentar el cargo de presidente del Gobierno, sirvió interinamente como jefe del Estado durante tres días (del 7 al 10 de mayo de 1932), entre el asesinato de Paul Doumer y la elección para este cargo de Albert Lebrun.
Fue brevemente ministro sin cartera en 1934. Su actividad política posterior se centró en contener y enfrentarse al expansionismo alemán.
En su libro de dos volúmenes La Révolution à refaire, criticó el sistema parlamentario francés.

## Primer ministerio de Tardieu, 3 de noviembre de 1929-21 de febrero de 1930
- André Tardieu: presidente del Consejo de Ministros y ministro del Interior.
- Aristide Briand: ministro de Asuntos Exteriores.
- André Maginot: ministro de la Guerra.
- Henri Chéron: ministro de Economía.
- Louis Loucheur: ministro de Trabajo, Higiene, Hacienda, y Seguridad Social.
- Lucien Hubert: ministro de Justicia.
- Georges Leygues: ministro de Marina.
- Louis Rollin: ministro de Marina Mercante.
- Laurent Eynac: ministro del Aire.
- Pierre Marraud: ministro de Instrucción Pública y Bellas Artes.
- Claudius Gallet: ministro de Pensiones.
- Jean Hennessy: ministro de Agricultura.
- François Piétri: ministro de las Colonias.
- Georges Pernot: ministro de Obras Públicas.
- Louis Germain-Martin: ministro de Correos, Telégrafos y Teléfonos.
- Pierre Étienne Flandin: ministro de Comercio e Industria.

## Segundo mandato de Tardieu, 2 de marzo-13 de diciembre de 1930
- André Tardieu: presidente del Consejo y ministro del Interior.
- Aristide Briand: ministro de Asuntos Exteriores.
- André Maginot: ministro de la Guerra.
- Paul Reynaud: ministro de Economía.
- Louis Germain-Martin: ministro de Finanzas
- Pierre Laval: ministro de Trabajo y Seguridad Social.
- Raoul Péret: ministro de Justicia.
- Jacques-Louis Dumesnil: ministro de Marina.
- Louis Rollin: ministro de Marina Mercante.
- Laurent Eynac: ministro del Aire.
- Pierre Marraud: ministro de Instrucción Pública y Bellas Artes.
- Auguste Champetier de Ribes: ministro de Pensiones.
- Fernand David: ministro de Agricultura.
- François Piétri: ministro de las Colonias.
- Georges Pernot: ministro de Obras Públicas.
- Désiré Ferry: ministro de Salud Pública.
- André Mallarmé: ministro de Correos, Telégrafos y Teléfonos.
- Pierre Étienne Flandin: ministro de Comercio e Industria.

Cambios
- 17 de noviembre de 1930: Henri Chéron sustituyó a Péret como ministro de Justicia.

## Tercer mandato de Tardieu, 20 de febrero-3 de junio de 1932
- André Tardieu: presidente del Consejo de Ministros y ministro de Asuntos Exteriores.
- Paul Reynaud: vicepresidente del Consejo y ministro de Justicia.
- François Piétri: ministro de Defensa Nacional.
- Albert Mahieu: ministro de Defensa Interior.
- Pierre Étienne Flandin: ministro de Finanzas.
- Pierre Laval: ministro de Trabajo de Seguridad Social.
- Charles Guernier: ministro de Trabajo Público y Marina Mercante.
- Mario Roustan: ministro de Instrucción Pública y Bellas Artes.
- Auguste Champetier de Ribes: ministro de Pensiones y Regiones Liberadas.
- Claude Chauveau: ministro de Agricultura.
- Louis de Chappedelaine: ministro de las Colonias.
- Camille Blaisot: ministro de Salud Pública.
- Louis Rollin: ministro de Comercio, Industria, Correos, Telégrafos, y Teléfonos.